# YZ Persei
YZ Persei (YZ Per / HD 236979 / HIP 12302) es una estrella variable en la constelación del Perseo de magnitud aparente media +8,23.
Es posible miembro de la asociación estelar Perseus OB1 y su distancia aproximada del sistema solar es de 1780 parsecs (5800 años luz).
YZ Persei es una supergigante roja de tipo espectral M2Iab con una temperatura efectiva de 3660 K.
Con un radio 540 veces más grande que el radio solar, es una supergigante de grandes dimensiones similar a Antares (α Scorpii), pero su tamaño queda lejos del de VY Canis Majoris o μ Cephei, dos de las estrellas más grandes de la galaxia. El radio de YZ Persei equivale a 2,5 UA; si estuviese en el lugar del Sol, las órbitas de los primeros cuatro planetas —Marte inclusive— quedarían englobadas en el interior de la estrella.
Consecuentemente es una estrella muy luminosa —su magnitud absoluta bolométrica es -7,0—, brillando con una luminosidad 51.000 veces superior a la del Sol.
Catalogada como una variable pulsante semirregular SRB, el brillo de YZ Persei varía 1,9 magnitudes a o largo de un período de 378 días.